# Dactyladenia hirsuta
Espèce
Classification APG III (2009)
Synonymes
- Acioa hirsuta De Wild. ex A.Chev., 1920

Statut de conservation UICN

 EN B1+2c : En danger
Dactyladenia hirsuta  est une espèce de plantes à fleurs de la famille des Chrysobalanaceae. C'est un arbuste endémique du Ghana et de la Côte d'Ivoire.

## Répartition
Endémique à la forêt primaire du Ghana et du Parc national de Taï au Sud-Ouest de la Côte d'Ivoire, l'espèce est menacée par la déforestation.